# Igreja de Roge
A Igreja de Roge, Igreja Paroquial de Roge, Igreja do Divino Salvador ou Igreja de São Salvador de Roge, localiza-se na Freguesia de Roge, no Município de Vale de Cambra, Distrito de Aveiro, em Portugal.

## História
Foi erguida no século XVIII.

## Características
De traça barroca, é uma construção de arquitectura regional. De inspiração joanina, a riqueza de ornamentos que apresenta na frontaria, denunciam um arquitecto não vulgar e artífices que sabiam servir-se do cinzel no trabalho de cantaria.

### Exterior
A Planta longitudinal segue estruturalmente a composição habitual de uma só nave; duas capelas laterais, opostas, abertas nos flancos junto à cabeceira; capela-mor em semicírculo; sacristia do lado esquerdo e torre sineira adossada à direita.
O corpo da igreja apresenta duas portas travessas e fronteiras, bem como quatro frestas rectangulares de esbarro e duas frestas na capela-mor, alargadas em época posterior. A torre levanta-se à direita da fachada principal, não se ligando arquitectonicamente com ela, tendo as pilastras dos respectivos cunhais independentes e mais elevadas que as da frontaria. No campanário, nos ângulos das cornijas quatro gárgulas figurando rãs debruçadas e nas esquinas pináculos em espiral. Rematando a torre, duas esferas, uma lisa, maciça e outra a esfera armilar, em plano superior, rematada com um cata-vento de ferro, representando um anjo com uma espada.
A frontaria segue o esquema arquitectónico simples de pilastras nos cunhais, poisando nelas a cornija arquitravada, a qual atravessa e vinca a linha da base da empena; composição unificada de porta e janela do coro, a ir tocar na mesma cornija. O portal é flanqueado por duas colunas torcidas, erguidas sobre pedestais e cujos capiteis apresentam decoração vegetalista.
O entablamento ressalta na zona das colunas, na parte da arquitrave e friso, conservando a cornija a linha direita. O friso é decorado com três querubins nos avanços sobre as colunas e, na parte média, dois tritões-crianças estendidos, opostos, cujas caudas semelham ser mordidas por mascarão médio, que centra a composição.
Por cima, uma janela com motivos aplicados, um querubim no lintel e, justapostas a meio dos montantes, duas crianças trombeteiras. Pináculos idênticos aos da torre e aos do portal marcam sobre os cunhais o arranque da linha da empena, tratada como se fosse formado por duas aletas alongadas e contrapostas, sustentando no vértice a cruz de extremidades florais, que se crava em grossa esfera. Deste ponto angular descem lateralmente, assentando na linha das referidas aletas, vigorosos ornatos, semelhando descair dum busto feminino. Logo abaixo, na parte média dessa linha de empena, firmam-se duas grossas crianças fidalgas, em pé. Ocupa a parte central da empena um rótulo de que fazem parte duas crianças-tritões que seguram o escudo nacional, sobreposto este de coroa real e, por timbre, uma águia de duas cabeças, que representa a casa do Infantado.
Nas fachadas laterais apresentam também cornija arquitravada, sendo a da capela-mor distinta, talvez de argamassa. Os pináculos e a cruz da empena posterior são semelhantes aos da frente. As duas portas travessas, a de lintel e cornija, apresentam frontão curvo, interrompido, donde emerge pequena cruz trevada, assente em globo.

### Interior
No interior, no berço da nave, o tecto em madeira é pouco comum, dada a sua forma semicircular. Dividido em caixotões, apresenta pinturas com cenas religiosas. O coro, alto, assenta num único arco de volta inteira em cantaria, onde se gravou a data de 1890, altura de uma reforma da igreja. Sobre o arco-cruzeiro crava-se na parede uma limalha solta, sobreposta por um nicho. Na parte inferior do mesmo, foi gravado: O Prº/ Abreu/ 1775, data que poderá significar as últimas obras ou uma 1ª reforma. De época anterior, encontra-se afeiçoada na parede, uma epígrafe com a data de 1507, escrita no sistema arábico. O arco-cruzeiro, bem como os arcos laterais são simples, tendo estes últimos sido antigos retabulares, hoje de entrada de capelas, que surgiram pelo rompimento das paredes.
Na capela do lado direito, encontra-se actualmente a pia baptismal, em granito, de pé torcido, assente sobre base quadrada, apresentando a pia decoração vegetalista na base. Por trás, um painel do Baptismo, pintado por Maria Cândida de Vasconcelos Aguiar Soares. Nesta capela, datada do século XVIII, e dedicada a Nossa Senhora do Rosário esteve o primitivo altar dedicado a esta invocação mariana, criado em 1792, com autorização do Papa Pio VI. Actualmente encontra-se aí também um altar com a imagem da Senhora do Rosário, colocado do lado esquerdo da capela.
No altar-mor,dedicado a S. Salvador, um retábulo que enquadra talha setecentista.
Na iconografia destacam-se as imagens da Virgem com o Menino e Santo António, em calcário, esculturas da oficina coimbrã, bem como Nossa Senhora do Rosário, também em calcário da mesma época. Em madeira temos as esculturas de Nossa Senhora do Rosário, o Grupo da Visitação-Nossa Senhora e Santa Isabel, Cristo Crucificado, do século XVIII e a imagem de Nossa Senhora das Dores. A imagem de Santo António, do século XVI, colocada no altar colateral esquerdo, apresenta o Santo de hábito franciscano e capuz levantado, salientados a ouro. Imagem enriquecida pela decoração constituída por motivos florais e estrelas a ouro dispersas por todo o hábito incluindo a túnica. Segura na mão direita uma cruz e na mão esquerda livro aberto. Base de forma arredondada, policromada.